# Derna Wylde
Derna Wong Wylde (* 19. Juli 1953) ist eine US-amerikanische ehemalige Schauspielerin und Model.

## Leben
Wylde ist chinesisch-kaukasischer Abstammung. Ihre erste Filmrolle hatte sie 1976 in Die Ermordung eines chinesischen Buchmachers in einer Nebenrolle. Im September 1976 ließ sie sich für das Magazin Penthouse als Aktmodel ablichten.
Größere nationale Bekanntheit erlangte sie durch ihre Rolle der Derna Lee in Planet der Dinosaurier im Jahr 1977. Zuletzt war sie 1984 in einer Episode der Fernsehserie Partners in Crime zu sehen. Außerdem war sie Teil der Crew von Das Frauenlager.
Wylde war in den 1990er Jahren im Bundesgefängnis des US-Bundesstaates Kalifornien eingesperrt. Einzelheiten zur Festnahme und Verurteilung sind nicht bekannt. 1998 legte sie Berufung gegen die Verurteilung ein, die vom Bundesgericht abgewiesen wurde. Sie wurde zu einem unbekannten Zeitpunkt aus dem Gefängnis entlassen und lebt seit ihrer Freilassung in Henderson, Nevada.

## Filmografie (Auswahl)
- 1976: Die Ermordung eines chinesischen Buchmachers (The Killing of a Chinese Bookie)
- 1976: Ilsa Haremwächterin des Ölscheichs (Ilsa, Harem Keeper of the Oil Sheiks)
- 1976: Wonder Woman (Wonder Woman, Fernsehserie, Episode 1x04)
- 1977: Planet der Dinosaurier (Ferocious Planet)
- 1984: Caulfields Witwen (Partners in Crime, Fernsehserie, Episode 1x03)